# Robert Halleux
Robert Halleux (* 18. August 1946 in Villers-l’Évêque, Provinz Lüttich; † 21. August 2024 in Lüttich) war ein belgischer Wissenschaftshistoriker, besonders der Alchemie in der Antike, Metallurgie, belgischer Wissenschafts- und Industriegeschichte und Handwerksgeschichte.

## Ausbildung
Halleux studierte ab 1964 Klassische Philologie an der Universität Lüttich mit dem Abschluss 1968 (Maitrise) und anschließend 1968/69 als Aufbaustudium Orientalistik. Er wurde 1972 mit Auszeichnung mit einer Arbeit (Le problème des métaux dans la science antique) über Metalle in der Wissenschaft der klassischen Antike promoviert. Als Postdoktorand war er École pratique des hautes études (Sektion IV) in Paris, wo er 1975 mit einer Arbeit über Johannes Kepler und dessen Abhandlung über den sechseckigen Schnee abschloss. 1978 habilitierte er sich (Agrégation de l’Einseignement Supérieure) mit einer Arbeit über Nicht-Eisen-Metalle in der griechisch-römischen Antike.

## Wirken
Er arbeitete ab 1969 für den belgischen Fonds national de la recherche scientifique (ab 1982 als Maitre de Recherches), gründete 1982 das Zentrum für Wissenschafts- und Technikgeschichte an der Universität Lüttich (Centre d’histoire des sciences et des techniques, CHST), das er leitete. Ab 1974 war er Maitre de Recherches und von 1986 bis 1997 Professor für Wissenschaftsgeschichte an der Universität Lüttich und ab 1986 gleichzeitig Professor an der Universität Mons-Hainaut.
Von 1987 bis 1992 war er Präsident des Europäischen Zentrums für Medizingeschichte an der Universität Straßburg. Er war Gastprofessor in Hamburg, an der Harvard University, in Orleans, Namur und an der Katholischen Universität Löwen (1989–1991). 1997 organisierte er den 10. Internationalen Kongress für Wissenschaftsgeschichte in Lüttich.
Er war ab 1987 Mitglied der Académie internationale d’histoire des sciences, ab 2010 der Königlich Belgischen Akademie der Wissenschaften und ab 2003 auswärtiges Mitglied der Académie des inscriptions et belles-lettres. Seit 1985 war er belgischer Vertreter in der Union Internationale d’Histoire et de Philosophie des Sciences und von 1993 bis 2001 deren Generalsekretär. Von 1987 bis 2002 war er Präsident des Comité National de Logique, Histoire et Philosophie des Sciences des Académies Royales de Belgique.
Er war Mitglied der sozialistischen belgischen Arbeitspartei.

## Schriften
- Le problème des métaux dans la science antique. Les Belles Lettres, 1974.
- Les textes alchimiques. Brepols, 1979.
- Les alchimistes grecs. Band 1: Papyrus de Leyde, Papyrus de Stockholm. Fragments et Recettes. Les Belles Lettres, 1981.
- Les ouvrages alchimiques de Jean de Rupescissa. In: L’histoire littéraire de la France. Band 41. Paris 1981, S. 241–284.
- Die frühmittelalterliche Rezeptliteratur. In: Gundolf Keil, Paul Schnitzer (Hrsg.): Das Lorscher Arzneibuch und die frühmittelalterliche Medizin. Verhandlungen des medizinischen Symposiums […] 1989 in Lorsch (= Geschichtsblätter für den Kreis Bergstraße. Sonderband 12). Lorsch 1991, S. 115–122.
- mit A.-C. Bernes und L. Étienne, L’évolution des sciences et des techniques en Wallonie. In: Freddy Joris: Wallonie. Atouts et références d’une Région. Namur 1995.
- als Hrsg. mit M. Blay: Dictionnaire critique de la Science Classique. Éditions Flammarion, 1998.
- als Hrsg. mit Carmélia Opsomer[-Halleux]: Histoire des sciences en Belgique, des origines à 1815. Crédit Communal, Bruxelles 1998.
- Les publications de l’Académie Royale des Sciences de Paris (1666–1793). 2 Bände, Brepols, Turnhout 2001.
- mit J. Vandersmissen, A. Despy-Meyer und G. Vanpaemel: Histoire des sciences en Belgique, 1815–2000. 2 Bände, Crédit Communal, Bruxelles 2002.
- Cockerill. Deux siècles de technologie. Éditions du Perron, 2002.
- mit Geneviève Xhayet: Études sur les fonts baptismaux de Saint-Barthélemy à Liège. Éditions du Céfal, 2006.
- Herausgeber: Les maîtres de l’eau. D’Archimède à la machine de Marly. Ausstellungskatalog, Louveciennes 2006. Éd. Artlys, Versailles 2006.
- mit Geneviève Xhayet: La liberté de chercher. Histoire du Fonds National belge de la Recherche Scientifique. Éditions de l’Université de Liège, 2007.
- Le savoir de la main. Savants et artisans dans l’Europe pré-industrielle. Armand Colin, Paris 2009.
- mit Geneviève Xhayet und P. Demoitié: Pour la science et pour le pays. 50 ans de politique scientifique fédérale. Éditions de l’Université de Liège, 2009.